# Wapet Road
Die Wapet Road, auch Kidson Track genannt, ist eine Outbackpiste im Norden des australischen Bundesstaates Western Australia, in der Region Pilbara. Sie verbindet den Great Northern Highway westlich des Sandfire Roadhouse mit der Canning Stock Route und dem Jenkins Track in Kurawaritji.

## Namensherkunft
Der Name der Straße ist darauf zurückzuführen, dass sie den frühen Expeditionsrouten der West Australian Petroleum Pty. Ltd. (WAPET) folgt.

## Verlauf
Die Wapet Road zweigt ca. 45 km südwestlich des Sandfire Roadhouse vom Great Northern Highway (N1) nach Ost-Südosten ab. Sie folgt dann im Wesentlichen dem Südrand der Großen Sandwüste, wo diese in das Canningbecken übergeht. Nach 508 km Weges nach Südosten durch die Wüste trifft der Track am Westufer des Salzsees Lake Auld auf die von West-Nordwesten kommende Telfer Mine Road und setzt ihren Weg weitere 109 km wieder nach Ost-Südosten fort, bis sie bei der Aboriginessiedlung Kunawarritji auf die Canning Stock Route trifft.
Dort besteht auch eine Tankmöglichkeit. Der anschließende Jenkins Track führt in die ca. 55 km südöstlich gelegene Siedlung Gary Junction.
Die Wapet Road führt durch das Kulturareal Western Desert, genauer gesagt durch das Siedlungsgebiet der Martu.
Einige Quellen geben unterschiedliche Routen für die Wapet Road und den Kidson Track an. Andere wiederum unterscheiden nicht zwischen den beiden Straßen.

## Bedeutung
Trotz des beschwerlichen Weges durch die Wüste nutzen insbesondere Vogelbeobachter, aber auch andere, den Track.